# Colonia Guadalupe Victoria, Hidalgo
Colonia Guadalupe Victoria är en ort i Mexiko.   Den ligger i kommunen San Agustín Tlaxiaca och delstaten Hidalgo, i den sydöstra delen av landet, 80 km norr om huvudstaden Mexico City. Colonia Guadalupe Victoria ligger 2 231 meter över havet och antalet invånare är 156.
Terrängen runt Colonia Guadalupe Victoria är huvudsakligen kuperad, men åt nordväst är den platt. Runt Colonia Guadalupe Victoria är det ganska tätbefolkat, med 60 invånare per kvadratkilometer. Närmaste större samhälle är Santa María Ajoloapan, 14,3 km söder om Colonia Guadalupe Victoria. Trakten runt Colonia Guadalupe Victoria består i huvudsak av gräsmarker.